# KEIRINグランプリ'99
KEIRINグランプリ'99（けいりんぐらんぷりきゅうじゅうきゅう）は1999年12月30日に立川競輪場で開催されたKEIRINグランプリである。優勝賞金7000万円。

## 出場選手
| 車番 | 選手       | 出身県 | 選考理由                                             |
| ---- | ---------- | ------ | ---------------------------------------------------- |
| 1    | 児玉広志   | 香川   | 第8回寬仁親王牌優勝                                  |
| 2    | 神山雄一郎 | 栃木   | 第52回日本選手権競輪優勝・第42回オールスター競輪優勝 |
| 3    | 東出剛     | 千葉   | 賞金獲得額第3位                                      |
| 4    | 小倉竜二   | 徳島   | 第41回競輪祭優勝                                     |
| 5    | 金古将人   | 福島   | 賞金獲得額第4位                                      |
| 6    | 山口幸二   | 岐阜   | KEIRINグランプリ'98優勝                              |
| 7    | 吉岡稔真   | 福岡   | 第15回全日本選抜競輪優勝                             |
| 8    | 小橋正義   | 岡山   | 賞金獲得額第5位                                      |
| 9    | 太田真一   | 埼玉   | 第50回高松宮記念杯競輪優勝                           |

- 誘導員 - 波潟和男
- 補欠選手は小嶋敬二（石川）[1][2]

## 競走内容
このレース、神山は太田の番手を主張。一方、ラインを組めなかった小倉も太田の後ろを主張、競りとなる。神山は道中、小倉を競り落とし、最終ホームでは踏み込んできた吉岡を派手なブロックで止めただけでなく、さらに捲ってきた金古をも2コーナーで止める。ただ、最後神山は3着入線後に小倉を落車させたことで審議の対象となり、失格と判定された。

## 競走結果
| 着順 | 選手       | 決まり手 |
| ---- | ---------- | -------- |
| 1    | 太田真一   | 逃       |
| 2    | 児玉広志   | 差       |
| 3    | 小橋正義   |          |
| 4    | 東出剛     |          |
| 5    | 山口幸二   |          |
| 6    | 吉岡稔真   |          |
| 7    | 金古将人   |          |
| 落棄 | 小倉竜二   |          |
| 失格 | 神山雄一郎 |          |

### 配当金額
| 車番二連勝単式 | 9-1 | 6,780円 |
| 枠番二連勝複式 | 1-6 | 2,570円 |

## エピソード
- 売上は、91億3783万2000円[4]。目標の100億円には、届かなかった。

- シリーズ全体の目標額は205億円だったが、シリーズ三日間の売り上げは198億1411万1200円と目標を下回った。

### 競走データ
- 3着到達[5][6][7]の神山雄一郎は外帯線内進入による失格[8]。前回1998年大会まで4年連続2着だった。

- 太田真一はGP史上3例目の初出場初優勝（第1回を除く）を果たした。「逃げ」の決まり手での優勝は、1990年の坂本勉以来。